# Johann Evangelista Fritsch
Johann Evangelista Fritsch OFM (? – 1707), též jen Evangelista Fritsch nebo počeštěně Jan Evangelista Fritsch byl původem slezský františkán a teolog německého jazyka. Pocházel z Vratislavi a narodil se někdy před rokem 1644, podle dalších životního událostí ve františkánském řádu spíše ve 30. nebo již ve 20. letech 17. století. Studoval teologii na františkánských studiích v Olomouci, studia dokončil v roce 1712. Proslul zejména jako kazatel, ale též jako lektor klášterních studií. Po roce 1664 působil jako praeses a posléze v letech 1673-74 jako „protokvardián“ obnovaného, prakticky nově budovaného kláštera františkánů v Opavě, kde mj. rozšiřoval klášterní knihovnu. Byl zvolen řádovým definitorem české františkánské provincie (1675), provinčním kustodem  a opakovaně i jejím provinciálem (v letech 1678–1681 a 1693–1695).
Spolu s provinciálem Amandem Hermannem usiloval roku 1687 o posléze neúspěšné založení františkánského hospice v Bruntále, který měl sloužit jako noclehárna františkánům cestujícím z Moravy do Slezska.
Jako provinciál se podílel na založení františkánského kláštera v Opavě, V roce 1689 byl jmenován generálním řádovým vizitátorem velkopolské františkánské provincie (Poloniae Maioris). Za jeho přítomnosti a snad i jeho přičiněním byl 31. 5. 1680 položen základní kámen františkánského kláštera v Moravské Třebové. Patřil k přívržencům německé větve v české františkánské provincii a spolu s dalšími provinciály Bernardem Sannigem a Archangelem Masculem se snažili prosadit větší autonomii německy mluvících bratří a vybraných slezských klášterů i prostřednictvím císaře, generální řádové kapituly (1682 v Toledu) nebo papeže Incocence XII.  
Zemřel 18. června 1707 v Opavě s čestným řádovým titulem „otec provincie“.

## Dílo
- Compendiolum Oder Kurtz verfasster Historischer Bericht von Einsatz. und fort-pflantzung des Franciscaner Ordens .. . Přibližně stostránkový svazek o historii františkánů vytiskl Johann Schubart v Nyse roku 1675.[11]
- Theatrum doloris amoris Der Schau-Bühnen Oder Platzes des grösten Schmertzens Zugleich Grösten Liebe. První díl vytiskl Andreas Franz Pega v Kladsku roku 1691.[12]